# Brachyplatystoma elbakyani
Brachyplatystoma elbakyani es una especie extinta de pez pimelódido siluriforme de agua dulce del género Brachyplatystoma que habitó durante el Mioceno tardío en lo que hoy es el nordeste de la Argentina. Los integrantes vivientes del género, denominados comúnmente piraíbas, cumacumas, lecheros, bagres, etc., habitan en aguas cálidas del centro y norte de América del Sur, llegando a tener la especie que alcanza mayor tamaño (B. filamentosum) 360 cm de largo total y pesos de 200 kg.

## Taxonomía

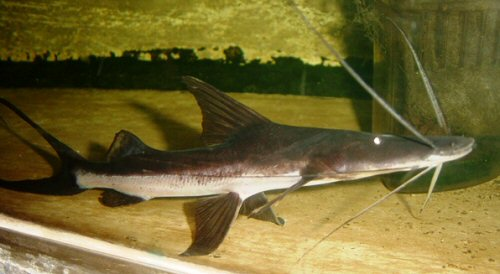
Una piraíba o bagre baboso (Brachyplatystoma platynemum), especie viviente del género Brachyplatystoma.

Esta especie fue descrita originalmente en el año 2020 por Federico Lisandro Agnolín y Sergio Bogan, sobre la base de muestras que habían sido recolectadas a fines del siglo XIX y principios del siglo XX.
Holotipo
El ejemplar holotipo designado es el catalogado como: MACN Pv 16091; se trata de la región frontoetmoidea/vomerina del cráneo. Se encuentra depositado en la sección de ictiología de la colección paleontológica de vertebrados del museo de ciencias naturales Bernardino Rivadavia (MACN-Pv), situado en la capital argentina, la ciudad de Buenos Aires. También fue referido el material catalogado como: MACN Pv 15989, correspondiente a una incompleta región etmoidal/vomerina del craneal.
Localidad tipo
La localidad tipo referida es: “barrancas ribereñas del río Paraná, en las coordenadas: 31°43′S 60°31′O / -31.717, -60.517, cerca de la ciudad de Paraná, capital de la provincia de Entre Ríos, Argentina”.
Etimología
Etimológicamente, el término genérico Brachyplatystoma se construye con palabras del idioma griego, en donde: brachys significa ‘corto’, platys es ‘plano’ y estoma es ‘boca’.
El epíteto específico elbakyani es un epónimo que refiere al apellido de la persona a quien fue dedicada, la desarrolladora de software y neurocientífica kazaja Alexandra Asanovna Elbakyan, en agradecimiento por sus esfuerzos para poner gratuitamente a disposición de los investigadores de todo el mundo las publicaciones científicas de acceso pago.

## Distribución y edad atribuida
Sus restos fueron recuperados en la zona de Toma Vieja, ciudad de Paraná (ubicada en la ribera izquierda del río homónimo), en el oeste de la provincia de Entre Ríos (de la cual es su capital), es decir, a alrededor de 2000 km al sur de la geonemia actual más austral del género, en la cuenca del Amazonas, distribuyéndose también en la del Orinoco y en grandes ríos de las Guayanas.
Los materiales fueron exhumados de sedimentos correspondientes a los perfiles estratigráficos inferiores de la formación fluvial Ituzaingó; dicho horizonte de soporte es denominado “Conglomerado osífero” de la región mesopotámica de la Argentina. La edad atribuida es del Tortoniense (Mioceno tardío).
Fauna acompañante
La fauna de agua dulce acompañante poseía linaje tropical, estando relacionada con la que vivía durante el Mioceno en la parte septentrional de Sudamérica, hecho que obedecería a que las temperaturas durante ese periodo eran mayores a las actuales para esa región austral y a postuladas conexiones biogeográficas e hidrográficas entre las cuencas amazónica y del Plata, al menos, hasta el Mioceno temprano.